# Прикарпаття-Тепловик
Футбольний клуб «Прикарпаття-Тепловик» — футбольний клуб з Івано-Франківська, виступає в чемпіонаті Івано-Франківської області. Заснований під назвою «Тепловик», пізніше «Тепловик-ДЮСШ-3»; з літа 2018 року є фарм-клубом головного клубу області «Прикарпаття».

## Історія

Стара емблема клубу

Емблема «Тепловик-ДЮСШ-3»

Засновником футбольного клубу «Тепловик» є профспілкова організація ДМП «Івано-Франківськтеплокомуненерго».
Спочатку молодий футбольний клуб брав участь у першості серед колективів комунальних підприємств міста Івано-Франківська, області та інших міні-футбольних турнірах. Тоді команду представляли переважно працівники підприємства — Сергій Кривенький, В. Мартинюк, Володимир Назарук, Петро Русак, Б. Шиляк, тощо. Упродовж двох сезонів (1998 і 1999 років) команда змагалась в обласній першості під егідою крайової ради ФСТ «Україна», і двічі ставала переможцями цих змагань.
З 2000 року виступає у обласному чемпіонаті, причому одразу розпочинає з класу найсильніших.
У 2000 році для потреб команди передали занедбаний міський стадіон «Локомотив», який є одним з найстаріших в обласному центрі (відкритий у 1927 році). Силами підприємства тут зробили реконструкцію, змонтували електронне табло, встановили пластикові місця і перекриття над центральною трибуною. Оновлена арена отримала назву «Гірка» — за місцем мікрорайону, де вона розташована, а директором цієї спортивної споруди став голова правління футбольного клубу «Тепловик» Володимир Рошнівський.
У клубі діє ціла система підготовки власного резерву: при команді сформовано декілька груп підлітків, які активно займаються футболом. Безпосередньо працює з дитячо-юнацькими командами Степан Дзюник, фахівець із великим тренерським досвідом.
Влітку 2001 року Івано-Франківськтеплокомуненерго став співзасновником футбольного клубу «Чорногора».
У сезоні 2014 року оголосили про розрив тандему «Ніка-Тепловик»: у Першій лізі обласного Чемпіонату залишилась «Ніка», тоді як «Тепловик» був змушений відправитись у Другу лігу. Сезон 2015 року команда розпочала в Першій лізі чемпіонату області, за підсумками якого дорослий склад команди зайняв 6-ту сходинку, а юнацька команда зуміла виграти «золоті» нагороди чемпіонату.
Навесні 2016 року клуб виступав у чемпіонаті України серед аматорів під назвою «Тепловик Прикарпаття» та паралельно грав під назвою «Тепловик-ДЮСШ-3» в чемпіонаті Івано-Франківської області. Влітку від «Тепловика-ДЮСШ-3» відділився міський футбольний клуб «Тепловик» («Тепловик-Прикарпаття»), який заявився до другої ліги чемпіонату України сезону 2016/17. При цьому «Тепловик-ДЮСШ-3» продовжив виступати на чемпіонат області.
Влітку 2018 року змінена назва з «Тепловик-ДЮСШ-3» на «Прикарпаття-Тепловик», ставши фарм-клубом «Прикарпаття» (колишнього «Тепловика-Прикарпаття»).

## Досягнення
- Чемпіон Івано-Франківщини — 1 (2002);
  - Срібний призер — 4 (2003, 2005, 2006, 2010);
  - Бронзовий призер — 3 (2000, 2004, 2009);
- Володар Кубка області — 2 (2003, 2004);
  - Фіналіст Кубка області — 1 (2010);
- Володар Суперкубка області — 1 (2003);
  - Фіналіст Суперкубка області — 2 (2002, 2004);
- Учасник розіграшу Кубка України серед аматорів — 1 (2004);
- Учасник аматорської першості України — 1 (2003);
- Володар Кубка Підгір'я[3] — 1 (2003);
- Володар Кубка Федерації — пам'яті М. Думанського — 1 (2006).